# Abdoulaye Sissoko
Abdoulaye Sissoko (18 luglio 1992) è un calciatore maliano, centrocampista del Djoliba.

## Carriera

### Club
Ha giocato nella massima serie tunisina ed in quella marocchina.

### Nazionale
Tra il 2013 e il 2016 ha giocato 13 partite con la nazionale maliana.

## Statistiche

### Cronologia presenze e reti in nazionale
| Cronologia completa delle presenze e delle reti in nazionale ― Mali | Cronologia completa delle presenze e delle reti in nazionale ― Mali | Cronologia completa delle presenze e delle reti in nazionale ― Mali | Cronologia completa delle presenze e delle reti in nazionale ― Mali | Cronologia completa delle presenze e delle reti in nazionale ― Mali | Cronologia completa delle presenze e delle reti in nazionale ― Mali | Cronologia completa delle presenze e delle reti in nazionale ― Mali | Cronologia completa delle presenze e delle reti in nazionale ― Mali |
| Data                                                                | Città                                                               | In casa                                                             | Risultato                                                           | Ospiti                                                              | Competizione                                                        | Reti                                                                | Note                                                                |
| ------------------------------------------------------------------- | ------------------------------------------------------------------- | ------------------------------------------------------------------- | ------------------------------------------------------------------- | ------------------------------------------------------------------- | ------------------------------------------------------------------- | ------------------------------------------------------------------- | ------------------------------------------------------------------- |
| 13-6-2015                                                           | Bamako                                                              | Mali                                                                | 2 – 0                                                               | Sudan del Sud                                                       | Qual. Coppa d'Africa 2017                                           | -                                                                   |                                                                     |
| 25-3-2016                                                           | Bamako                                                              | Mali                                                                | 1 – 0                                                               | Guinea Equatoriale                                                  | Qual. Coppa d'Africa 2017                                           | -                                                                   |                                                                     |
| 28-3-2016                                                           | Malabo                                                              | Guinea Equatoriale                                                  | 0 – 1                                                               | Mali                                                                | Qual. Coppa d'Africa 2017                                           | -                                                                   |                                                                     |
| Totale                                                              |                                                                     | Presenze                                                            | 3                                                                   |                                                                     | Reti                                                                | 0                                                                   |                                                                     |

## Palmarès

### Club

#### Competizioni nazionali
- Campionato maliano: 1

Stade Malien: 2013-2014
- Coppa di Tunisia: 1

Espérance: 2015-2016
- Linafoot: 1

TP Mazembe: 2018-2019